# Херман Холерит
Херман Холерит (роден на 29 февруари 1860 г. в Бъфало, Ню Йорк, и починал на 17 ноември 1929 г. във Вашингтон) е американски предприемач и инженер. Той е откривател на наречения на него метод за обработка на данни чрез перфокарти.

## Биография
Холерит е роден в семейството на немски емигрант в Бъфало. Неговите родители са от Großfischlingen (при Ландау) и емигрират след въстание в региона заедно с двете си дъщери. През 1879 г. Херман завършва училището за минно дело в Колумбийския университет и става асистент на професор У. Трубридж (W.P. Troubridge) първоначално в Колумбийския университет и след това в Бюрото за преброяване на населението (англ. U.S. Census Bureau), сътрудник на което е професора. През 1882 г. Херман започва да преподава в Масачузетския технологичен институт, а през 1884 г. отива в на работа в патентното бюро на САЩ. През 1880 г. той разработва оборудване за работа с перфокарти (Патенти на САЩ 395781, 395782 и 395783), което има значителни успехи при преброяването на населението през на САЩ през 1890 и 1900 години.
Херман Холерит влиза в историята на развитието на компютърната техника като откривател на табулиращата машина.
През 1911 г.четири компании, включително фирмата на Холерит образуват пета компания Computing-Tabulating-Recording Company (CTR). Тази компания при Томас Уатсън е преименувана в International Business Machines Corporation (IBM) през 1924 г.